# Тит Помпоний Мамиллиан
Тит Помпоний Мамиллиан Руф Антистиан Фунизулан Веттониан (лат. Titus Pomponius Mamillianus Rufus Antistianus Funisulanus Vettonianus) — римский государственный деятель начала II века.
В 100 году Мамиллиан занимал должность консула-суффекта вместе с Луцием Гереннием Сатурнином. Затем он был отправлен легатом в провинцию, но в какую, точно неизвестно. Плиний Младший написал ему два письма. Его сыном был консул-суффект 121 года Тит Помпоний Антистиан Фунизулан Веттониан.